# Kaili (Automarke)
Kaili (auch Kai Li, Kai-Li, Kai-li oder KaiLi geschrieben) war eine geplante Automarke oder Submarke aus der Volksrepublik China.

## Beschreibung
Sie ist eine für Elektroautos konzipierte Automobilmarke des Joint-Venture-Unternehmens FAW-Volkswagen. Die englische Namensbezeichnung der Marke ist „Carely“. Sie ist in einem Joint Venture von Volkswagen mit dem chinesischen Unternehmen China FAW Group (FAW) entstanden. Die Lizenz dafür wurde von Chinas Behörden im Mai 2011 erteilt. Die nach der Stadt Kaili benannte Automarke war, anders als nach früheren Elektroauto-Konzeptionen von VW, welche vorwiegend für Kleinwagen konzipiert wurden, für eine Positionierung in der Mittelklasse geplant.
Das in einem Bulletin unter dem Codenamen „FV7002“ aufgeführte Elektroauto der Marke Kaili wurde interpretiert als ein Derivat des „VW Bora blue-e-motion“, welcher im Dezember 2010 auf der achten China (Guangzhou) International Automobile Exhibition (Guangzhou Auto Show) der Öffentlichkeit gezeigt wurde. Der als Derivat des „VW Bora blue-e-motion“ interpretierte, batterieelektrisch angetriebene Wagen sollte Ende 2013 oder Anfang 2014 auf den chinesischen Markt kommen. Gemäß Planungen sollte das auf dem „eBora“ basierende Modell ab Werk in Changchun in der Provinz Jilin in Großserienproduktion gebaut werden. Sogar noch im Oktober 2013 wurde ein zu dem vorgenannten Entwicklungsvorhaben gehörender Prototyp auf einer Automesse für alternative Antriebe in Peking vorgestellt. Das Modell sollte vermutlich später als „Carely E88 EV“ auf den Markt gelangen. Doch im November 2013 ist dieses Vorhaben, obwohl der Prototyp bereits zu Ende entwickelt war, auf Eis gelegt worden. Zur Begründung führte Volkswagen an, dass es an Kaufinteressenten und an elektrischen Ladestationen fehle.
2014 wurde berichtet, dass die Marke wegen mangelnden Interesses noch nicht auf den Markt gebracht wurde. 2014 wurde die Marke aufgegeben.
Wesentlich später, nämlich im Oktober 2019, ist dann ein batterieelektrisch angetriebenes Modell in überarbeiteter Form als „VW e-Bora“, also unter der Kernmarke von Volkswagen, auf den chinesischen Markt gebracht worden. „VW e-Bora“ ist die E-Antriebs-Variante jener Bora-Baureihe, die 2018 von FAW-Volkswagen in China eingeführt worden ist. Sie setzt auf dem MQB-Fahrgestell des Volkswagenkonzerns auf. Die Automobilmarke „Kaili“ (= „Carely“ in der chinesischen Umformung ins Englische) kam hier infolge dieses "anderen Laufs der Dinge" nicht zum Zuge.

## Prototyp
- Kaili E88 EV[8] (= Carely E88 EV)[3] (Codename: FV7002)[1] (wurde nie in Serie produziert)